# Nagy Ilona (író)
Nagy Ilona (Nagyvárad, 1919. augusztus 14. – Nagyszalonta, 2007. október  27.) erdélyi magyar írónő. Férje Bonczos István volt.

## Életútja
Nagybányán 1931-ben négy elemi osztályt végzett, 1931–1949 között szolgálóleány, majd alkalmi munkás volt. 1945–1949 között az MNSZ aktivistája lett, részt vett egy, az MNSZ szervezte újságíró tanfolyamon, és újságírói pályára lépett. 1949–1952 között a Dolgozó Nő reszortfelelőse, a nagyváradi Fáklya munkatársa lett.
1953-tól Nagyszalontán élt. 1955-ben Nagyszalontán férjével, Bonczos István íróval megalapította az Arany János Irodalmi Kört, e kör működése az 1980-as években szűnt meg politikai nyomásra, a nagyszalontai RMDSZ és az Arany János Művelődési Egyesület segítségével és Sára Péter kezdeményezésére 1998. március 25-én újraindították. A megnyitóra elment Nagy Ilona, az egykori alapító és Dánielisz Endre, aki a hajdani körben titkári teendőket látott el.
Első írását 1949-ben közölte a Dolgozó Nő. Elbeszélései, novellái, karcolatai, riportjai és meséi itt és az Utunk, Igaz Szó, Korunk, Előre hasábjain jelentek meg. Hajnal című elbeszéléskötetével hívta fel magára az irodalmi körök figyelmét. Következő munkája, a Viharban az 1944 őszén zajló háborúval kapcsolatos helyi élményanyagát hasznosítva, a front ide-oda mozgásával sodródó emberek tragédiáját elevenítette meg. 
Két leány című regénye Szűcs Lidijének családtörténetében saját életét, a cselédből munkásnővé emelkedést mutatta be részletező hűséggel. Szabó Pál így ajánlja ezt a könyvét az olvasónak: "Kevés ilyen meglepetés ért mostanában, mint ez a regény: kedves, derűs, könnyes, tiszta írói munka. És hát persze, igaz. Annyira igaz, mint maga az emberi élet." A népi irodalmiaskodás sablonjaitól szabaduló írónő hovatovább eljutott saját hangjához, ezt jelzi A faültető és a felesége című kisregény. Újabb kötete, a már szabadabb viszonyok közt megjelent Könyörgés a pacsirtáért a következő jellemző alcímet viseli: "Önvallomásos prózai írások mondatokba rejtett példázatokkal."

## Művei
- Hajnal (elbeszélések, 1953)
- Viharban (kisregény, Tenkei R. Lívia illusztrációival, 1954)
- Két leány (regény, 1959)
- A faültető és a felesége (tartalmazza második kiadásban a Két leány című munkát is, 1983)
- Könyörgés a pacsirtáért (önvallomásos prózai írások, Nagyvárad 1994)
- Könyörgés a pacsirtáért. Önvallomásos prózai írások mondatokba rejtett példázatokkal; Literator, Nagyvárad, 1994
- Az örökhagyó. Novellák, karcolatok; Literator, Nagyvárad, 2000
- A szép kezem. Karcolatok, forgácsok; Literator, Nagyvárad, 2002
- Nikolits Árpád: Kozmikus csendből... 1-2.; KecsmetionPress, Bp., 2006
  - 1. Önirónia palástjában / A vulkán sem kérdezi, hogy akarjuk-e, hogy kitörjön...